# 双乙酮
双乙酮（也称为吡啶乙二酮、吡乙二酮）是一种戊二酰亚胺衍生物，分子式C9H13NO2，1949年发明，可作为精神药物。